# 脂肪酸

α亚油酸，为一种多不饱和脂肪酸和人体必需的脂肪酸之一

脂肪酸（英語：fatty acid）是具有一条脂肪族链（aliphatic chain）的羧酸，该链可饱和或不饱和；亦即脂肪酸是由碳氫组成的烃类基团连结羧基所構成。大多数天然脂肪酸骨架属无分支链，由4到28个偶数个碳原子组成。
三个长链脂肪酸与甘油形成三酸甘油酯，為脂肪的主要成分，歸於脂類。

## 脂肪酸的分类

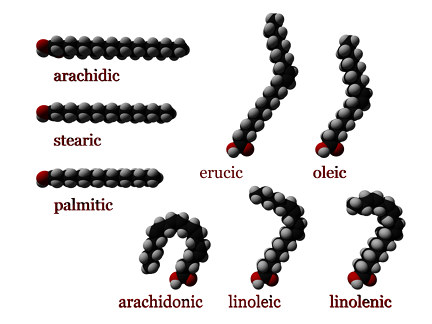
几种不同的脂肪酸

饱和脂肪酸（saturated fatty acid）：烃类基团是全由单键构成的烷烃基。
单(元)不饱和脂肪酸（monounsaturated fatty acid）：烃类基团是包含一个碳-碳双键的烯烃基。天然脂肪的双键均为順式（cis，双键两侧的基团偏向一个方向），未加工食品所含的天然油脂裡的脂肪酸大部分是順式結構。至於天然形成的反式脂肪—主要存在於例如牛和羊一類的反芻動物的脂肪和乳汁裡頭。
多(元)不饱和脂肪酸（polyunsaturated fatty acid）：烃类基团是包含多个碳-碳双键的烯烃基。
| 不同的脂肪酸的分子結構圖                              | 不同的脂肪酸的分子結構圖                                              | 不同的脂肪酸的分子結構圖                                              |
| 飽和脂肪酸（硬脂酸）                                  | 「順式」不飽和脂肪酸（油酸）                                          | 「反式」不飽和脂肪酸（反油酸）                                        |
| ----------------------------------------------------- | --------------------------------------------------------------------- | --------------------------------------------------------------------- |
|                                                       |                                                                       |                                                                       |
|                                                       |                                                                       |                                                                       |
| 飽和的碳原子（每個碳原子與2個氫原子結合）以單鍵連接。 | 不飽和的碳原子（每個碳原子與1個氫原子結合）以雙鍵連接，「順式」結構。 | 不飽和的碳原子（每個碳原子與1個氫原子結合）以雙鍵連接，「反式」結構。 |

### 飽和脂肪酸
飽和脂肪酸是指結構上沒有雙鍵的脂肪或脂肪酸鏈，長鏈饱和脂肪酸性質穩定，且脂肪酸的饱和程度越高，碳链越长(中鏈MCT飽和脂肪酸不同)，燃点越高,而动物性食物中以長鏈饱和脂肪酸为主，所以常温下呈固态。多數動物油都含有較高比例的飽和脂肪酸組成，相較於天然不飽和脂肪酸較高的植物油而言，被認為過量攝取更容易導致人的心血管方面疾病，但亦有眾多研究指出飽和脂肪酸與心血管疾病的風險兩者間並無直接的關係，一般人非常容易過量攝取飽和脂肪酸，因此建議少吃。

### 不飽和脂肪酸
是指至少含有一个双键的脂肪或脂肪酸链。当双键形成时，一对氢原子会被消除，因而与碳原子相结合的氢原子未达到最大值，即“不饱和”。在细胞的新陈代谢中，不饱和脂肪所产生的能量相比饱和脂肪较少。细胞结构所含脂肪的不饱和程度越高（双键数量越多），越容易受外来自由基破坏，其过氧化的可能性越高。这时需要抗氧化物来防止这一情况的发生。

#### 單(元)不飽和脂肪酸
脂肪酸中如果只有一个双键，则称为单元不饱和脂肪酸，包含油酸；單元不飽和脂肪酸相對穩定，也有利於預防心血管疾病。

#### 多(元)不飽和脂肪酸
含有两个双键以上的则称为多元不饱和脂肪酸，包含亞油酸、亞麻油酸和花生四烯酸；由於雙鍵較多，更容易發生氧化反應，相對不穩定、不耐熱，因此不適合用於高溫烹調，而且必須要小心保存。
多元不飽和脂肪酸中的ω-3脂肪酸是現代飲食容易缺乏的，充足的ω-3脂肪酸攝取可以保護血管，減少心血管疾病、糖尿病甚至癌症及不孕的風險、也可以幫助腦部發育，一般人吃魚油補充的DHA、EPA就是ω-3脂肪酸，另一個重要的則是ALA；含ω-3脂肪酸的植物性油脂包括亞麻油、紫蘇及海藻油；另外若給予蛋雞高ω-3脂肪酸的食物，雞蛋也會有較高的ω-3脂肪酸。

#### 順式脂肪酸
大多數的天然不飽和脂肪酸都是順式的，植物油中較多。因為高溫之下容易變質，保存不當也很容易酸敗，性質不穩定。但較不易引起人體的心血管疾病。

#### 反式脂肪酸
也是不飽和脂肪酸的一種，利用氫化的過程將順式的結構改變之後，成為反式脂肪酸，可變成半固體或固體狀，較容易運送，也使性質較穩定，不易變質。
反式脂肪酸因為穩定性較天然不飽和脂肪酸高，被大量應用於食品上。因早期食品都只標示飽和脂肪酸含量，但通常飽和脂肪酸含量低者，反式脂肪酸含量就會偏高。
研究卻發現其比飽和脂肪酸更容易導致心血管方面疾病，對人體害處很大，消滅人造反式脂肪對健康有利已經是共識；因此許多油品加工業者改用不會產生或只會產生少量反式脂肪的製程，多國法規也要求食品中的油脂標示必需標出容易導致心血管方面疾病的「飽和脂肪酸」和「反式脂肪酸」。
另外自然存在的共軛亞油酸也是屬於反式脂肪，但在食品標示上並沒有將其歸類於反式脂肪，因為並沒有那麼高的健康風險。

## 外部連結
- 董氏基金會之營養教育資訊網